# Raveena Tandon
Raveena Tandon (Bombay, 26 de octubre de 1971) es una actriz y modelo india. Ha recibido varios premios, entre ellos un Premio Nacional de Cine , dos Premios Filmfare y un Premio Filmfare OTT . En 2023, recibió el Padma Shri , el cuarto honor civil indio más alto. Conocida principalmente por su trabajo en películas indi (Bollywood), aunque también ha aparecido en algunas películas Telugu, Tamil y Kannada.
Tandon hizo su debut como actriz junto a Salman Khan en Patthar Ke Phool (1991), ganando un Premio Filmfare en la categoría de actriz revelación por su actuación en la película. Durante la década de 1990 formó parte de varios éxitos comerciales como Dilwale (1994), Mohra (1994), Khiladiyon Ka Khiladi (1996) y Ziddi (1997), entre otros. A pesar de alcanzar la popularidad, su principal período de éxito se dio a principios de la década de 2000, cuando se aventuró a realizar papeles más serios y recurrió al cine de autor y al cine alternativo. Obtuvo grandes elogios de la crítica por sus actuaciones en películas como Aks (2001), Satta (2003), Shool (1999) y Sandhya (2002). Estuvo en la cima de su carrera en 2002, cuando ganó el Premio Nacional de Cine a la Mejor Actriz por su actuación en Daman de Kalpana Lajmi (2001). Después de su matrimonio con el distribuidor de películas Anil Thadani, Tandon se tomó un descanso del cine. Apareció intermitentemente en televisión con programas como el drama de Sahara One Sahib Biwi Gulam (2004), el reality show de baile Chak De Bachche (2008) y los programas de entrevistas Isi Ka Naam Zindagi (2012) y Simply Baatien With Raveena (2014). Después de varios años de pausa, Tandon protagonizó el thriller Maatr (2017) y recibió elogios por su papel principal en la serie de suspenso policial de Netflix Aranyak (2021), ganando un premio Filmfare OTT a la Mejor Actriz. Tandon tuvo un papel secundario en su estreno más taquillero, KGF: Capítulo 2 (2022).
Tandon también es ambientalista y ha trabajado con PETA desde 2002. Tandon tiene cuatro hijos, dos adoptados y dos con su marido.

## Biografía
Tandon nació el 26 de octubre de 1972 en Bombay (actual Mumbai), hija del cineasta Ravi Tandon y Veena Tandon. Tandon es sobrina del actor de carácter Mac Mohan y, por lo tanto, prima de Manjari Makijany, su hija. Tiene un hermano, Rajiv Tandon, que estuvo casado con la actriz Rakhee Tandon. También es prima de la actriz Kiran Rathod.
 

Tandon recibió su educación en la escuela Jamnabai Narsee en Juhu y asistió al Mithibai College en Mumbai. Tandon comenzó su carrera como modelo,  pero durante su pasantía en Genesis PR, recibió su primera oferta cinematográfica. En una entrevista con Rediff, Tandon declaró:
Nunca pensé que me convertiría en actriz. Estaba haciendo prácticas en Genesis PR, ayudando a Prahlad Kakkar [el publicista], cuando mis amigos y la gente que me rodeaba empezaron a elogiar mi aspecto. Pero Shantanu Sheorey [el fotógrafo y director] me dio la primera oportunidad. Me llamó y me dijo que quería trabajar conmigo. Era la época en la que las modelos se estaban convirtiendo en actrices. Rechacé ofertas cinematográficas. Prahlad seguía diciendo que millones de personas estaban esperando esta oportunidad y tú seguías rechazándola. Así que pensé que no había nada que perder. Entonces apareció Patthar Ke Phool. 

## Trayectoria como actriz

### 1991–1999: Actriz principal
Tandon debutó con la película Patthar Ke Phool (1991), que fue un éxito.
En 1994, Tandon tuvo éxito al aparecer en diez largometrajes: de los cuales la mayoría fueron exitosos, y cuatro de las películas estuvieron entre las producciones más taquilleras del año, a saber: Mohra , Dilwale, Aatish y Laadla. Fue apodada "Mast Mast Girl" después de su actuación en la canción "Tu cheez badi hai mast mast" en la película Mohra.
En 1995, Tandon protagonizó por primera vez con Shah Rukh Khan Zamaana Deewana ; la película no tuvo mucho éxito. Su carrera volvió a encarrilarse con películas exitosas como Khiladiyon Ka Khiladi (1996) y Ziddi (1997) junto a Sunny Deol, que se convirtió en el éxito de taquilla de ese año y Salaakhen (1998).
En 1998, Tandon reforzó su estatus como protagonista femenina al aparecer en dos producciones exitosas a nivel crítico y comercial: Dulhe Raja y Bade Miyan Chote Miyan, y ambas resultaron ser una de las películas más taquilleras del año. Su último lanzamiento de ese año, Bade Miyan Chote Miyan, coprotagonizada por Amitabh Bachchan y Govinda, resultó ser el segundo mayor éxito del año. A Tandon le ofrecieron el segundo papel protagonista en Kuch Kuch Hota Hai, que se convirtió en el mayor éxito de 1998, pero lo rechazó. Sus otros lanzamientos de ese año fueron Gharwali Baharwali, Vinashak: The Destroyer, Pardesi Babu y Aunty No. 1, algunos de los cuales fueron éxitos moderados de crítica y comercial.
En 1999, Tandon protagonizó junto a Upendra su homónimo thriller psicológico en kannada, Upendra, un éxito de taquilla. También protagonizó Anari No.1, que fue un éxito de crítica y comercial.
2000–2006: Películas protagonizadas por mujeres
En la década de 2000, Tandon se aventuró en producciones de cine independiente para aprender una forma realista de actuar y rechazó varias ofertas cinematográficas convencionales. Tandon trabajó en películas como Bulandi (2000) y Aks (2001), que le valieron elogios de la crítica. Ganó varios premios, así como el premio Filmfare Special Performance Award por su actuación en Aks de Rakeysh Omprakash Mehra.
Sus años en la industria dieron sus frutos cuando ganó el codiciado Premio Nacional de Cine a la Mejor Actriz por su actuación en Daman: A Victim of Marital Violence (2001) de Kalpana Lajmi, donde interpretó a una esposa maltratada de un marido abusivo. Sorprendió a los críticos y al público con su actuación en la película y recibió elogios por su trabajo. El crítico Taran Adarsh dijo: "Raveena Tandon le da credibilidad al papel de una esposa maltratada y se lleva los honores. El patetismo que transmite a través de sus expresiones te hace darte cuenta de que es una intérprete de peso". 
Desde entonces, ha protagonizado varias películas aclamadas por la crítica, como Satta (2003) y Dobara (2004), pero no ha tenido mucho éxito de taquilla. Su papel como una mujer de clase media empujada al mundo de la política en la primera fue elogiado. El crítico Taran Adarsh escribió: "Raveena Tandon ofrece una actuación valiente. La actriz da pasos gigantes como intérprete, dando los toques adecuados a su personaje. Aquí hay una actuación que seguramente se notará". Su papel como esquizofrénica en Dobara también fue elogiado y un crítico dijo: "Raveena está en sintonía con su personaje, interpretando su papel con entusiasmo". Tandon también trabajó en la serie de televisión de Sahara One Sahib Biwi Gulam , basada en la novela bengalí de 1953 Saheb Bibi Golam de Bimal Mitra.
Su único estreno en 2006 fue Sandwich, que tuvo malas críticas y una mala recepción. Después de hacer varias películas, se tomó un descanso de aparecer activamente en películas.

### Década de 2010: Trabajo esporádico en cine y televisión
En 2014, fue juez de la primera temporada de CEO's Got Talent en CNBC TV18 con Mahesh Bhatt y Raj Nayak. En 2015, regresó a Bollywood en la obra maestra de su viejo amigo Anurag Kashyap , Bombay Velvet . Interpretando a una sensual cantante de jazz, su breve actuación fue muy elogiada por los críticos.
En 2017, apareció en la película de suspenso Maatr, en la que interpreta a una madre que busca venganza por la violación de su hija. Su actuación fue aplaudida y recibió elogios de la crítica por su actuación. Su siguiente estreno del año fue Shab de Onir, donde interpreta a una socialité.

### Década de 2020: Trabajo intermitente
En 2021, Tandon hizo su debut en OTT con la serie web de suspenso policial de Netflix Aranyak , y recibió críticas positivas por su actuación. En 2022, Tandon apareció en un papel fundamental en KGF: Capítulo 2 que se convirtió en la tercera película india más taquillera de todos los tiempos.

## Trayectoria fuera de pantalla
Tandon fue presidenta de la Sociedad de Cine Infantil de la India desde 2003, pero a partir de 2004 la actriz empezó a recibir quejas de que no asistía a las reuniones de la organización y de que no participaba en las actividades organizadas por la sociedad. En septiembre de 2005, Tandon dimitió de su cargo alegando motivos personales.
En noviembre de 2005, Tandon demandó a los sitios web Shaadi.com y Shaaditimes.com, alegando que utilizaban imágenes no autorizadas de ella para promocionar el sitio. También demandó al propietario de Satyanet Solutions, ya que afirmaban que Tandon y su marido se habían conocido a través del sitio web.
En noviembre de 2002, Tandon cantó para apoyar a People for the Ethical Treatment of Animals. Ha posado en muchas campañas publicitarias junto a personalidades como John Abraham, Shilpa Shetty y Amisha Patel. Sobre el tema de las vacas que son sacrificadas para obtener su piel, dijo: "Se debe detener el abuso que sufren a manos de comerciantes corruptos de pieles y carne".
En 2023, Tandon se convirtió en la primera persona de la industria del entretenimiento elegida para ser delegada en W20, el ala de participación para el empoderamiento de las mujeres en la cumbre del G20 en Nueva Delhi.

## Vida personal
Tandon adoptó a dos niñas, Pooja y Chhaya, como madre soltera en 1995 cuando tenían 11 y 8 años, respectivamente. A finales de los 90, Tandon estaba saliendo con el actor Akshay Kumar y lo había anunciado como su novio. Aunque estaban comprometidos, luego se separaron.
Tandon comenzó a salir con el distribuidor de películas Anil Thadani, durante la realización de su película Stumped (2003). Su compromiso fue anunciado en noviembre de 2003. Se casó con Thadani el 22 de febrero de 2004 en el Palacio Jag Mandir, Udaipur, Rajasthan según las tradiciones Punjabi Khatri y Sindhi. Tandon dio a luz a su hija Rasha, en marzo de 2005. En julio de 2008, dio a luz a su hijo Ranbirvardhan.

## Imagen pública
Tandon ha sido considerada a menudo como una de las actrices más populares de la década de 1990. Devesh Sharma de Filmfare afirmó: "Tandon fue una de las actrices más vivaces que han aparecido en la pantalla grande". Rediff.com señaló: "Ravishing y Raveena son sinónimos entre sí". Outlook India señaló: "La filmografía de Tandon cuenta con artistas comerciales y películas poco convencionales". Times Now calificó a la actriz de "deslumbrante y rebelde".
 

A lo largo de su carrera, Tandon fue ampliamente conocida por sus números de baile. Filmfare elogió su baile: "Raveena, una bailarina natural que irradiaba energía a raudales, literalmente incendió la pantalla grande con sus movimientos". Tandon calificó su actuación en Shool y Daman: A Victim of Marital Violence como las que cambiaron la percepción de la audiencia. Agregó:
"La gente me tomó en serio como actor después de Shool y Daman . Me percibían sólo como una 'cara bonita' hasta que estas películas mostraron mis capacidades interpretativas". 
En 2023, el Gobierno de la India honró a Tandon con el Padma Shri , el cuarto premio civil más alto, por su contribución al cine indio. Tandon apareció en la lista Celebrity 100 de Forbes India de 2019, ocupando el puesto 89, con un ingreso anual estimado de ₹ 24 millones (US $ 290,000). Apareció en la lista de Box Office India de las tres "Mejores Actrices" de 1994. Rediff.com colocó a Tandon en su lista de "Mejores Actrices de Bollywood" de 2002 y 2021.  Tandon es una celebridad que respalda marcas como iAir, Lux , 7 Up y Emami. En 2016, el rapero Badshah usó el nombre de Tandon en su canción "Kar Gayi Chull", de la película Kapoor & Sons.

## Premios y nominaciones
| Año  | Otorgar                                                             | Categoría                                 | Película                                    | Resultado | Ref.   |
| ---- | ------------------------------------------------------------------- | ----------------------------------------- | ------------------------------------------- | --------- | ------ |
| 1992 | 37ª edición de los premios Filmfare                                 | Mejor debut femenino                      | Patthar Ke Phool (El pez Patthar)           | Ganadora  | [ 62 ] |
| 1995 | 40.ª edición de los premios Filmfare                                | Mejor Actriz de Reparto                   | Laadla                                      | Nominada  | [ 63 ] |
| 1999 | Premios de la gente                                                 | Actriz favorita                           | Shool (Escuela)                             | Nominada  | [ 64 ] |
| 2001 | Premios de la gente                                                 | Actriz favorita                           | Daman: una víctima de la violencia conyugal | Nominada  | [ 64 ] |
| 2001 | 48ª edición de los Premios Nacionales de Cine                       | Mejor Actriz                              | Daman: una víctima de la violencia conyugal | Ganadora  | [ 65 ] |
| 2002 | 47ª edición de los premios Filmfare                                 | Premio a la interpretación especial       | Aks                                         | Ganadora  | [ 66 ] |
| 2002 | Premios de la Asociación de Periodistas Cinematográficos de Bengala | Mejor Actriz de Reparto                   | Aks                                         | Ganadora  | [ 67 ] |
| 2002 | Premios de cine de Bollywood                                        | Mejor Actriz (Críticos)                   | Aks                                         | Ganadora  | [ 68 ] |
| 2002 | Premios de cine de Bollywood                                        | Mejor Actriz de Reparto                   | Aks                                         | Ganadora  | [ 68 ] |
| 2002 | Awadh Samman                                                        | Otorgado por el Gobierno de Uttar Pradesh | Aks                                         | Ganadora  | [ 69 ] |
| 2002 | Premios de pantalla                                                 | Mejor Actriz de Reparto                   | Aks                                         | Ganadora  | [ 68 ] |
| 2005 | Premios de pantalla                                                 | Mejor Actriz                              | Sata                                        | Nominada  | [ 70 ] |
| 2022 | Premios OTT de Filmfare                                             | Mejor Actriz (Serie Dramática)            | Aranyak                                     | Ganadora  | [ 71 ] |
| 2022 | Festival de Cine Indio de Melbourne                                 | Mejor Actriz de Serie                     | Aranyak                                     | Nominada  | [ 72 ] |
| 2022 | Premios de la Academia de Televisión de la India                    | Pergamino de honor                        | —                                           | Ganadora  | [ 73 ] |
| 2022 | Premios de estilo Lokmat                                            | El icono atemporal más elegante           | —                                           | Ganadora  | [ 74 ] |
| 2023 | Padma Sri                                                           | Contribución en el campo de las artes     | —                                           | Honrada   | [ 75 ] |
| 2023 | Íconos del estilo Hungama de Bollywood                              | La diva eterna más elegante               | —                                           | Ganadora  | [ 76 ] |